# Freycinetia polystigma
Freycinetia polystigma är en enhjärtbladig växtart som beskrevs av Otto Warburg. Freycinetia polystigma ingår i släktet Freycinetia och familjen Pandanaceae. Inga underarter finns listade.